# الرأس في الزراعة

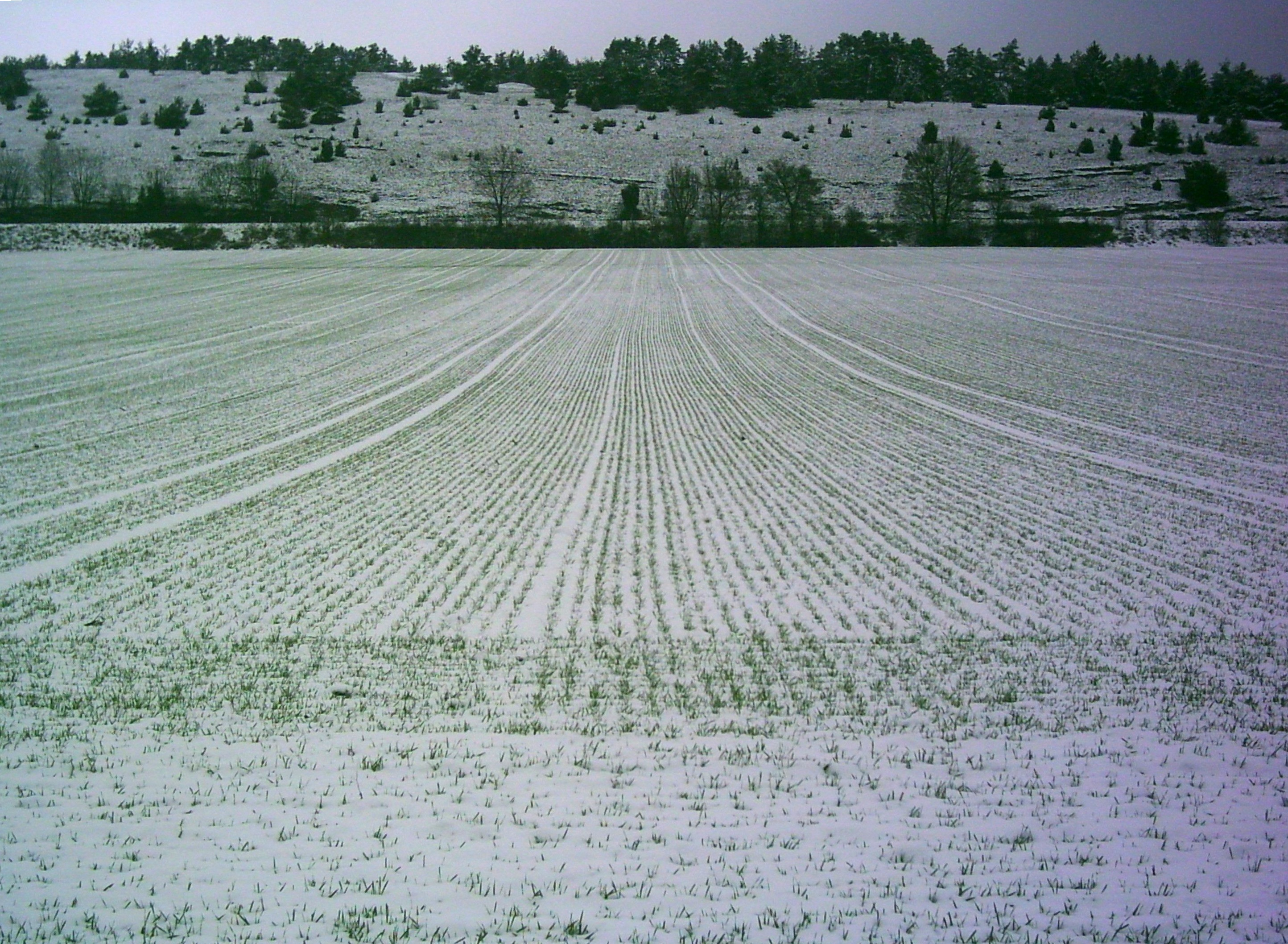
أراضي الحقل المزروع في فصل الشتاء، يظهر الرأس في المقدمة

الرأس في الزراعة، هو المنطقة الواقعة عند طرفي الحقل المزروع،  تُعرف هذه المنطقة في بعض مناطق الولايات المتحدة باسم Turnrow، وهي المنطقة الأولى التي يتم حصادها لتقليل تلف المحاصيل.

## الوصف
- يكون عرض هذا الشريط ضعفين أو ثلاثة أضعاف عرض الأداة المستخدمة في حراثة الحقل.[3]

- تخضع التربة الموجودة على الهوامش والرؤوس لمستويات أعلى من ضغط التربة لأنها تستقبل حركة مرور أكبر أثناء الخدمة الزراعية.[4]

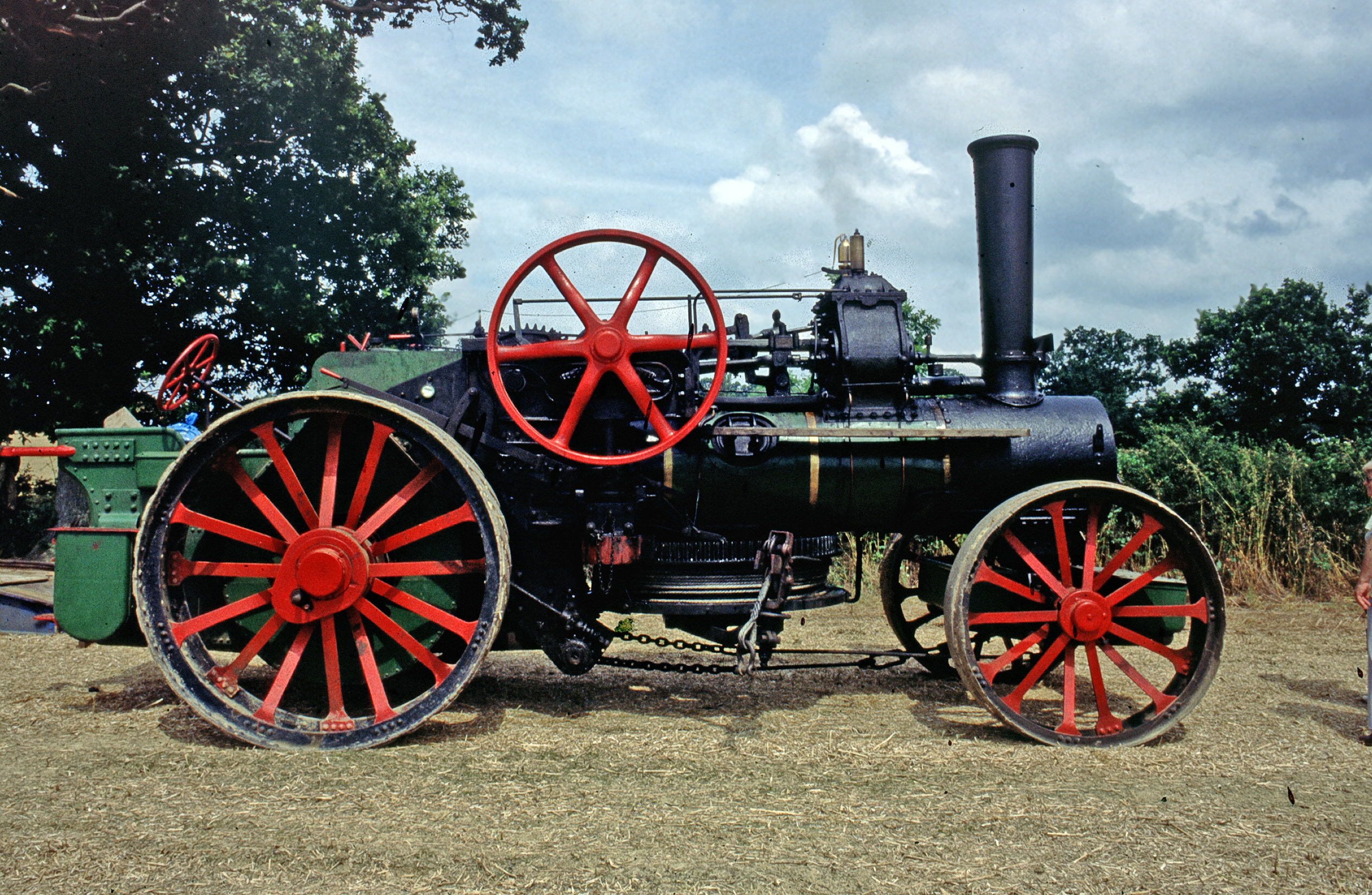
محراث بخاري، استخدام في حراثة الأرض

- محراث بخاري، استخدام في حراثة الأرض خصوبة تربة المنطقة الرأسية في كثير من الأحيان أعلى مما هي عليه في الجزء الرئيسي من الحقل بسبب تداخل استخدامات الأسمدة.[5]